# Chinina
Chinina (łac. chininum), C
20H
24N
2O
2 – organiczny związek chemiczny, alkaloid o gorzkim smaku, znajdujący się w korze drzewa chinowego rosnącego w Ameryce Południowej w Andach. Chinina była pierwszym skutecznym lekiem przeciw malarii. Została zastąpiona środkami o mniejszych działaniach ubocznych i stosuje się ją zazwyczaj w wypadku oporności na chlorochinę. Ponadto chinina posiada własności przeciwgorączkowe, przeciwzapalne i przeciwbólowe. Jest wykorzystywana do nadawania smaku tonikowi.

## Właściwości fizykochemiczne
Chinina w temperaturze pokojowej jest białą, krystaliczną substancją o intensywnie gorzkim smaku. Temperatura topnienia: 177 °C (bezwodny) lub 57 °C (hydrat).
Jest trudno rozpuszczalna w wodzie, rozpuszczalna w olejach, benzynie, etanolu, eterach, chloroformie, glicerynie i kwasach.
Chinina i chinidyna należą do pochodnych chinoliny. Oba te alkaloidy są w stosunku do siebie diastereoizomerami, które różnią się jedynie konfiguracją absolutną na atomie węgla łączącego ugrupowania chinolinowe i chinuklidynowe oraz na jeszcze jednym. Powoduje to, że charakteryzują się one odmiennymi właściwościami farmakokinetycznymi, jednak oba oprócz charakterystycznych dla siebie działań wykazują słabe właściwości farmakologiczne drugiego alkaloidu.
Widmo absorpcji chininy posiada wyraźne pasma w zakresie nadfioletu o maksimach przy długościach fali 250 i 350 nm. W rozcieńczonych roztworach kwasowych wykazuje silną fluorescencję o maksimum emisji przy długości fali ok. 450 nm.

## Działanie lecznicze
Chinina zaliczana jest do leków przeciwmalarycznych. Malaria jest chorobą wywołaną przez pasożyta z rodzaju Plasmodium. Chinina działa poprzez tworzenie kompleksów z DNA zarodźca malarycznego, co uniemożliwia prawidłowe funkcjonowanie jego komórek.
Chinina działa słabiej na niektóre pierwotniaki i bakterie. Nie wykazuje działania na wewnątrzkomórkowe postacie zarodźca. Inne działania tego alkaloidu (przeciwbólowe, przeciwgorączkowe) są słabe i w zasadzie niewykorzystywane w lecznictwie, mają jednak znaczenie wspomagające przy leczeniu malarii.
Współcześnie chinina jest często zastępowana innymi syntetycznymi lekami przeciwpierwotniakowymi. Jest to związane z częstymi i poważnymi działaniami niepożądanymi tego alkaloidu. Zaliczyć do nich można takie objawy neurotoksyczne jak zaburzenia słuchu i wzroku (czasem nieodwracalne) i zapalenia wielonerwowe.

## Zastosowanie pozalecznicze
Chinina jest powszechnie stosowana jako dodatek smakowy do napojów gazowanych o gorzkim smaku. Słodzony, gazowany roztwór chininy nazywany jest tonikiem i często jest składnikiem koktajli alkoholowych, szczególnie w kombinacji z ginem (gin z tonikiem).
Chinina jako dodatek smakowy może być legalnie stosowana w napojach w większości krajów świata pod warunkiem, że jej stężenie nie przekracza określonej wartości, np. w Stanach Zjednoczonych i Kanadzie nie może przekraczać 83 ppm (mg/kg).
Ze względu na swoją wyraźną fluorescencję, chinina znajduje zastosowanie w eksperymentach laboratoryjnych w nauczaniu nauk przyrodniczych.